# Vicia kalakhensis
Vicia kalakhensis là một loài thực vật có hoa trong họ Đậu. Loài này được Khattab & al. miêu tả khoa học đầu tiên.